# Let Me Roll It
"Let Me Roll It" é uma canção do grupo de rock Wings, creditada a Paul e Linda McCartney e lançada no álbum Band on the Run, de  1973. 

## ‎‎Conteúdo lírico
A canção tem sido vista pelos críticos como um pastiche ao som de John Lennon, particularmente o riff e o uso de ecos nos vocais. McCartney, entretanto, nunca disse que a canção foi planejada como um pastiche a Lennon. McCartney disse que o vocal "soa como o de John... eu não tinha percebido que cantei como o John."

## Versões ao vivo
McCartney tocou esta música em várias ocasiões, incluindo quase todos os CDs ou DVDs ao vivo que ele lançou até à data, como Wings Over America, Back in the U.S., Good Evening New York City, Paul Is Live entre outros.

## Versões de outros artistas
"Let Me Roll It" foi regravada por Brendan Benson, Richie Sambora, Jerry Garcia Band, The Grapes of Wrath, The Melvins, Mandy Moore, Robyn Hitchcock e Big Sugar no álbum multi-artista Hempilation, Vol. 2: Free the Weed.